# Abraxas semilutea
Abraxas semilutea là một loài bướm đêm trong họ Geometridae.